# Овечкино (Московская область)
Овечкино — деревня в Зарайском районе Московской области в составе муниципального образования сельское поселение Машоновское (до 29 ноября 2006 года входила в состав Машоновского сельского округа), деревня связана автобусным сообщением с райцентром и соседними населёнными пунктами.

## Население
| 2002 | 2006 | 2010 |
| ---- | ---- | ---- |
| 82   | ↗93  | ↗105 |

## География
Овечкино расположено в 5 км на северо-запад от Зарайска, на левом берегу Осетра, высота центра деревни над уровнем моря — 128 м.

## История
Овечкино впервые упоминается в XVI веке. В 1790 году в деревне числилось 25 дворов и 239 жителей, в 1858 году — 16 дворов и 261 житель, в 1884 году — 263 жителя, в 1906 году — 46 дворов и 480 жителей. В 1932 году был образован колхоз «Путь Ильича», с 1960 года — в составе колхоза «Память Ильича».